# Faro di Scilla
Il faro di Scilla si trova su una terrazza del castello Ruffo di Scilla, sullo stretto di Messina; costituisce un riferimento per le navi che imboccano le stretto da nord.

## Struttura
Si tratta di una piccola torre cilindrica, alta 6 metri, dipinta di bianco con base nera. In cima si trova la lanterna circondata dalla "galleria", una balconata percorribile per la manutenzione.